# Hexar RF
Hexar RF — малоформатный дальномерный фотоаппарат с автоматической установкой экспозиции (приоритет диафрагмы).
Выпускался японской компанией Konica, впервые представлен 13 октября 1999 года. Производство прекращено в 2003 году.
Размеры и форма корпуса автоматического дальномерного фотоаппарата «Hexar RF» повторяли размеры и форму немецких камер семейства Leica M (Leica M3). Камера оснащена TTL-экспонометрическим устройством и фокальным затвором (металлические ламели) с электронным управлением. Крепление объектива — копия байонета Leica M (байонет имел «фирменное» название КМ Konica).

## Технические характеристики
- Тип применяемого фотоматериала — плёнка типа 135 (в том числе и с DX-кодировкой).
- Размер кадра 24×36 мм.
- Корпус литой из алюминиевого сплава, верхняя и нижняя панели — титановые, откидная задняя стенка с скрытым замком.
- Моторный взвод затвора и перемотка плёнки, автоматическая упрощённая зарядка.
- Автоматический электронный счётчик кадров (жидкокристаллический дисплей).
- Обратная перемотка плёнки моторным приводом (кнопка включения на левой боковой панели камеры).
- Крепление сменных объективов — байонет «КМ Konica» является копией байонета Leica М, совместим с другими объективами с этим креплением.[2][3][4]
  - Возможно применение оптики М39 через адаптер.
- Видоискатель совмещён с дальномером, база дальномера 65 мм. Автоматическая компенсация параллакса.
- В поле зрения видоискателя видны автоматически переключаемые (при смене объектива или вручную) сдвоенные кадроограничительные рамки для объективов с фокусным расстоянием 28, 35, 50, 75, 90 и 135 мм:

50 мм и 75 мм
28 мм и 90 мм
35 мм и 135 мм
Автоматическое переключение рамок определяется конструкцией байонета Leica M.
- Увеличение окуляра видоискателя 0,6×.
- Фотографический затвор — цифровой электронноуправляемый фокальный с вертикальным движением металлических ламелей. Без элементов питания фотоаппарат неработоспособен.
- Выдержки затвора от 1 до 1/4000 с и «В», головка выдержек на верхней панели камеры. В автоматическом режиме (приоритет диафрагмы) выдержки от 16 с до 1/4000 с.
- Резьба под спусковой тросик.

Управление камерой происходит многопозиционным переключателем, расположенным на верхней панели:
off — камера выключена, ЖК-дисплей показывает заряд батареи (если производится).
single-shot — одиночная съёмка, индикация взведённого затвора.
continuous — серийная съёмка до 2,5 кадров в секунду.
self-timer — электронный автоспуск (задержка до 10 сек).
- Выдержка синхронизации — 1/125 с, центральный синхроконтакт «Х».
- Обойма для крепления фотовспышки и сменных видоискателей, автоматические фотовспышки (с TTL-экспонометрией не поддерживаются).
  - Для совместного использования выпускалась автоматическая фотовспышка HX-18.
- Резьба штативного гнезда 1/4 дюйма.

### Автоматическая установка экспозиции
Фотоаппарат «Hexar RF» имеет автоматическую установку экспозиции (приоритет диафрагмы) с помощью TTL-экспонометрического устройства. Светоизмерение — на закрытой до установленного значения диафрагме.
Источник питания экспонометрического устройства — две батареи.
Головка ввода светочувствительности фотоплёнки совмещена с вводом экспокоррекции  ±2 EV. Значения выдержки или режим приоритета диафрагмы вводятся отдельной головкой. Значения светочувствительности 25 — 5000 ISO (в ручном режиме), с использованием DX-кода — от 6 до 6400 ISO. В поле зрения видоискателя отображается информация об отрабатываемой выдержке.
Возможно отключение автоматики и ручная установка выдержки (в том числе и руководствуясь показаниями экспонометрического устройства). В автоматическом режиме головка установки выдержек имеет фиксацию от случайного поворота.

## Объективы Konica M-Hexanon
Дл фотоаппаратов «Hexar RF» Konica первоначально выпустила три объектива с креплением байонет КМ Konica: с фокусным расстоянием 50 мм, 28 мм и 90 мм.
Впоследствии в 2001 году выпущен М-Hexanon 2/35 мм, и М-Hexanon 1,2/50 мм (только для коллекционного выпуска 2001 года).
В 2002 году выпущен объектив с переменным фокусным расстоянием М-Hexanon 3,4-4/21-35 мм.
- М-Hexanon 21-35 мм f/3,4-4
- М-Hexanon 28 мм f/2,8
- М-Hexanon 35 мм f/2
- М-Hexanon 50 мм f/1,2
- М-Hexanon 50 мм f/2
- М-Hexanon 90 мм f/2,8

Производство объективов М-Hexanon прекращено вместе с окончанием выпуска фотоаппарата «Hexar RF» (2003 год).

### Другие объективы Konica для дальномерных камер
Фирма Konica выпускала сменные объективы для дальномерных фотоаппаратов с резьбовым креплением M39×1/28,8.
1950-е годы:
- Hexar 3,5/50 тубусный (складной)
- Hexanon 1,9/50
- Hexanon 1,2/60

В ограниченном количестве объективы с креплением M39×1/28,8 выпускались в 1990-е годы до 2001 года.
1990-е — 2001 год:
- L Hexanon 2/35 (1996)
- L UC-Hexanon 2/35 (2001)
- L Hexanon 2,4/50 тубусный (складной) (1997)
- L Hexanon 1,2/60 (1999)[7]

## Коллекционный выпуск 2001 года
К 2001 году (начало нового тысячелетия) Konica выпустила «Hexar RF» в количестве 2001 экз. Корпус камеры — хромированный, в комплект входил футляр, новый объектив «М-Hexanon» 1,2/50 (изготовлен только для сувенирного комплекта) и фотовспышка HX-18.
- В обычную продажу фотоаппарат «Hexar RF» поступал без объектива, только корпус камеры (body).

## Полуформатный фотоаппарат «Hexar RF»
Фирма Konica изготовила 50 экземпляров полуформатной модификации фотоаппарата «Hexar RF» (размер кадра 18×24 мм).